# Ayvatovtsi
Ayvatovtsi (en macédonien Ајватовци) est un village du nord de la Macédoine du Nord, situé dans la municipalité d'Ilinden. Le village comptait 232 habitants en 2002.

## Démographie
Lors du recensement de 2002, le village comptait :
- Macédoniens : 231
- Serbes : 1